# Ctenapseudes sapensis
Ctenapseudes sapensis is een naaldkreeftjessoort uit de familie van de Parapseudidae. De wetenschappelijke naam van de soort is voor het eerst geldig gepubliceerd in 1926 door Charles Chilton.